# Rina Massardi
Rina Massardi (nascuda Romarina Massardi) (Virle Treponti, 21 de juny de 1897 - Montevideo, 23 de juliol de 1979) va ser una cantant lírica, actriu i directora de cinema italouruguaiana, responsable de la primera pel·lícula lírica sud-americana, estrenada el 1938.

## Biografia
Romarina Massardi va néixer a Virle Treponti, un poble situat a la província de Brescia (Itàlia), filla d'un marbrista italià que va traslladar a la família a Montevideo per treballar en la construcció del Palau Legislatiu. Massardi va estudiar cant líric a Montevideo, va començar a cantar professionalment i es va presentar en diferents escenaris de país. El 1923 va rebre una beca per estudiar a Milà i després a l'Acadèmia Nacional de Santa Cecília a Roma.
A partir de 1930 va començar la seva carrera com a soprano. Va actuar al Teatre Solís de Montevideo i en el Teatre Colón de Buenos Aires. El 1934 va viatjar als Estats Units d'Amèrica, va registrar el seu viatge amb una càmera de 16 mm i va concebre el projecte d'escriure un guió i fer una pel·lícula. Al tornar a Montevideo va començar la realització de la mateixa que s'estrenaria quatre anys després. Va ser la seva única pel·lícula, encara que va seguir filmant viatges i esdeveniments familiars fins al 1951. Va continuar amb la seva carrera lírica fins al 1956 i després es va dedicar a fer classes de cant.
Va morir a Montevideo el 1979, als 82 anys.

## ¿Vocación?
La pel·lícula titulada ¿Vocación ? (Vocació?), d'una hora i tres minuts de durada, creada, dirigida, interpretada i produïda per Massardi, va ser estrenada a Montevideo a l'agost de 1938 sense gran èxit de públic. Es va exhibir a l'Uruguai, l'Argentina, Xile i Veneçuela. El 1939 va ser seleccionada al VII Festival Internacional de Cinema de Venècia.
La protagonista, Eva Lauri, interpretada per Rina Massardi, viatja a la capital amb aspiracions de convertir-se en cantant lírica i gràcies a la seva fe aconsegueix triomfar. La història té caràcter autoreferencial.

## Reconeixement
El 2013, l'artista visual uruguaiana Inés Olmedo va publicar la seva investigació sobre la vida i obra de l'artista, i va realitzar exposicions sota el títol Rina, la primera, col·laborant a la legitimització de Rina Massardi com la primera cineasta uruguaiana i a la posada en valor i coneixement de la seva obra.